# HMS Achates (1929)
HMS Achates – brytyjski niszczyciel typu A z lat 30. XX wieku. Brał udział w II wojnie światowej, podczas której został zatopiony 31 grudnia 1942 przez niemieckie okręty w bitwie na Morzu Barentsa. Nosił znak taktyczny H12.

## Budowa i modernizacje
„Achates” należał do pierwszego typu brytyjskich standardowych niszczycieli z lat 30. (grupy typów A-I). Został zamówiony 6 marca 1928 w ramach programu budowy z 1927 roku, w stoczni John Brown w Clydebank (wraz z HMS „Acasta”). Stępkę pod jego budowę położono 11 września 1928, kadłub wodowano 4 października 1929. Budowę ukończono 11 lutego 1930, po czym okręt wcielono do służby w marynarce brytyjskiej Royal Navy 27 marca 1930. 
Cena (bez uzbrojenia) wynosiła ok. 220 783 funtów szterlingów. Nazwa pochodziła od żołnierza Achatesa z mitologii greckiej.
Uzbrojenie okrętu początkowo odpowiadało innym niszczycielom typu A. Główne uzbrojenie artyleryjskie stanowiły cztery armaty kalibru 120 mm, rozmieszczone po dwa na dziobie i rufie, w superpozycji. Do obrony przeciwlotniczej służyły dwa automatyczne działka 40 mm Vickers Mark II (tzw. pom-pom) na platformie między kominami. Na śródokręciu niszczyciel posiadał dwa poczwórne aparaty torpedowe kalibru 533 mm. Uzbrojenie przeciwpodwodne było słabe, gdyż stanowiło je sześć bomb głębinowych w trzech zrzutniach na rufie .
Około wiosny 1940, podobnie jak na innych brytyjskich niszczycielach, zamieniono na nim drugi poczwórny aparat torpedowy na działo przeciwlotnicze 76 mm i wzmocniono uzbrojenie przeciwpodwodne do 2 miotaczy i 1 zrzutni bomb głębinowych z ok. 30–40 bombami 
(salwa z 5 bomb). Najpóźniej wtedy zamontowano stację hydrolokacyjną Asdic.
Podczas remontu na przełomie 1941/1942 przebudowano okręt na niszczyciel eskortowy, montując zamiast pierwszego i czwartego działa 120 mm (pozycje A i Y) miotacz rakietowych bomb głębinowych Hedgehog Mk.I na dziobie i 4 miotacze i 2 zrzutnie bomb głębinowych z zapasem 50-70 bomb na rufie (salwa z 10 bomb). Zdemontowano mało skuteczne działo plot 76 mm i zamieniono 2 działka 40 mm na 4 skuteczniejsze Oerlikon 20 mm na platformie między kominami i skrzydłach nadbudówki dziobowej. Zamontowano radar typ 286M na maszcie i typ 271 zamiast dalocelownika na nadbudówce dziobowej oraz namiernik emisji radiowych wysokiej częstotliwości U-Bootów HF/DF na pylonie zamiast masztu rufowego.

## Służba
Początkowo „Achates” służył w 3. Flotylli Niszczycieli (3rd Destroyer Flotilla) na Morzu Śródziemnym. 4 kwietnia 1932 miał drobną kolizję z bliźniaczym HMS „Active” pod Saint-Tropez. W 1937 był remontowany w Devonport, po czym pozostał na wodach brytyjskich. Od listopada 1937 do czerwca 1938 wchodził w skład 1. Flotylli Przeciwpodwodnej (1st A/S Flotilla), a następnie na krótko w skład 6. Flotylli Okrętów Podwodnych w Portland. 
W początkowym okresie II wojny światowej, od sierpnia 1939 „Achates” działał w składzie 36. Dywizjonu 18. Flotylli Niszczycieli Dowództwa Portsmouth, a następnie od lipca 1940 w 16. Flotylli Niszczycieli subdowództwa Harwich. W listopadzie 1940 wszedł w skład 4. Grupy Eskortowej w Greenock. 2 listopada 1940, w osłonie konwoju OB 237, brał udział w ataku na niemiecki okręt podwodny U-31, zatopiony ostatecznie przez HMS „Antelope”. Podczas służby konwojowej, kilkakrotnie ratował rozbitków z zatopionych statków. Od kwietnia 1941 działał w ramach 3. Flotylli Niszczycieli Home Fleet (Floty Metropolii) z bazy Scapa Flow, wraz z głównymi siłami tej Floty. W dniach 22–24 maja 1941 eskortował brytyjskie okręty liniowe HMS „Hood” i „Prince of Wales” w pierwszej fazie poszukiwań pancernika „Bismarck”, a później od 26 maja eskortował do bazy w Rosyth uszkodzonego „Prince of Wales” (w samym starciu z „Bismarckiem” niszczyciele nie wzięły udziału z powodu konieczności uzupełnienia paliwa na Islandii).
25 lipca 1941 o godz. 2.58 „Achates” wszedł na brytyjską minę na południowy wschód od Islandii. Wybuch urwał dziób okrętu łącznie z działem A, zginęło 63 marynarzy, a 25 zostało rannych. Mimo to, okręt utrzymał się na wodzie i wyszedł z pola minowego o własnych siłach, po czym został odholowany przez niszczyciel HMS „Anthony” do Seidisfjordu. 7 sierpnia 1941 po prowizorycznych naprawach okręt wyszedł na holu, lecz na skutek sztormu musiał zawinąć na Wyspy Owcze. Ostatecznie do Wielkiej Brytanii dotarł 24 sierpnia. Remont, połączony z przebudową na niszczyciel eskortowy, trwał do 13 marca 1942.
W nowej roli głównie operował eskortując konwoje w Arktyce, m.in. pod koniec maja 1942 eskortował konwój PQ-16, udzielając pomocy medycznej polskiemu ORP „Garland”. 5 lipca 1942 „Achates” został przydzielony do Specjalnego Dywizjonu Eskortowego w Greenock, jednakże w październiku i listopadzie brał udział w osłonie konwojów operacji Torch (lądowania w Afryce Północnej).
31 grudnia 1942 „Achates” eskortował konwój arktyczny JW51B do ZSRR, który został zaatakowany przez niemieckie okręty z krążownikiem ciężkim „Admiral Hipper”, w wyniku czego doszło do bitwy na Morzu Barentsa. „Achates” stawiał zasłonę dymną wokół statków konwoju, lecz znalazł się pod ostrzałem krążownika i otrzymał trzy trafienia pociskami kalibru 203 mm, w tym trafienie w mostek. Po zakończeniu starcia, uzbrojony trawler „Northern Gem” usiłował podjąć próbę holowania, lecz była ona nieskuteczna. Około godz. 13 „Achates” zatonął w rejonie pozycji 73°03′N 3°42′E/73,050000 3,700000. Trawler uratował 81 osób, pozostali członkowie załogi zginęli, w tym dowódca Arthur Johns, który został pośmiertnie wyróżniony wymienieniem w rozkazie (MID).
Za służbę HMS „Achates” otrzymał 5 wyróżnień bitewnych battle honours: Atlantyk 1940–42, operacja przeciw pancernikowi Bismarck 1941 – północna Afryka 1942 – Arktyka 1942 – bitwa na Morzu Barentsa 1942.
Dowódcy podczas II wojny św:
- 3 września 1939 – sierpień 1940: Lt Cdr R.J. Gardner[7]
- 10 sierpnia 1940 – luty 1941: Lt Cdr William Jocelyn[12]
- 10 marca 1942 – 21 lipca 1942: Lt Cdr/Cdr André Tait[13]
- 21 lipca 1942 – 31 grudnia 1942: Lt Cdr Arthur H.T. Johns†[12]

## Dane
Uzbrojenie:
- Początkowe (1930–1940)
  - 4 działa 120 mm Mk.IX L/45 na podstawach Mk.XIV (4xI)
  - 2 działka automatyczne plot 40 mm Vickers Mk.II (2xI)
  - 4 karabiny maszynowe 7,7 mm Lewis
  - 8 wyrzutni torped 533 mm w poczwórnych aparatach QR.III (2xIV)
  - 3 pojedyncze zrzutnie bomb głębinowych (6 bomb)

- 1942
  - 2 działa 120 mm Mk.IX na podstawach Mk.XIV (2xI)
  - 4 działka automatyczne plot 20 mm Oerlikon (4xI)
  - 4 wyrzutnie torped 533 mm w aparacie QR.III (1xIV)
  - miotacz bomb głębinowych Hedgehog Mk.I
  - 4 miotacze i 2 zrzutnie bomb głębinowych (50–70 bomb)

Wyposażenie
- 3-metrowy dalmierz MQ.1
- dalocelownik DDS (do 1942)
- hydrolokator Asdic
- radar Typ 286M (od 1942)
- radar Typ 271 (od 1942)
- namiernik wysokiej częstotliwości HF/DF (od 1942)
- trał TSDS (do 1940)